# Maḩmūdābād Nemūneh
Maḩmūdābād Nemūneh (persiska: مَحمود آباد, شاريس, مَحمود آباد شِيخ الاِسلامی, محمود آباد نمونه, Maḩmūdābād) är en ort i Iran.   Den ligger i provinsen Qazvin, i den nordvästra delen av landet, 150 km väster om huvudstaden Teheran. Maḩmūdābād Nemūneh ligger 1 316 meter över havet och antalet invånare är 19 669.
Terrängen runt Maḩmūdābād Nemūneh är huvudsakligen platt, men norrut är den kuperad. Terrängen runt Maḩmūdābād Nemūneh sluttar söderut.Runt Maḩmūdābād Nemūneh är det ganska tätbefolkat, med 108 invånare per kvadratkilometer. Närmaste större samhälle är Qazvin, 9,4 km öster om Maḩmūdābād Nemūneh. Trakten runt Maḩmūdābād Nemūneh består i huvudsak av gräsmarker.